# Jeleni Dół
Jeleni Dół – osada leśna w Polsce położona w województwie mazowieckim, w powiecie ostrowskim, w gminie Brok.
W latach 1975–1998 miejscowość administracyjnie należała do województwa ostrołęckiego.